# قدوري العيشة
قدوري العيشة (1861-1920) من أساتذة المقام العراقي ومؤسس (طريقة قدوري العيشة) في غناء المقام، هو أستاذ سيد المقام العراقي المطرب محمد القبانجي ومن المؤثرين في مسيرته الفنية.